# Klorid
A szervetlen kémiában a kloridok kloridiont (Cl−) tartalmazó vegyületek. A szerves kémiában régiesen kloridoknak nevezzük a mínusz 1-es oxidációs számú klóratomot tartalmazó vegyületeket. 

## Kloridok
Néhány jelentős klorid:
- ammónium-klorid (NH4Cl)
- arany(III)-klorid (AuCl3)
- bárium-klorid (BaCl2)
- ezüst-klorid (AgCl)
- hidrogén-klorid (HCl)
- kalcium-klorid (CaCl2)
- kálium-klorid (KCl)
- kloroform (CHCl3)
- magnézium-klorid (MgCl2)
- nátrium-klorid (NaCl)
- nitrogén-triklorid (NCl3)
- ón-klorid (SnCl2)
- réz-klorid (CuCl)
- réz-diklorid (CuCl2)
- szén-tetraklorid (CCl4)

## Ammónium-klorid (NH4Cl)
Az ammónium-klorid más néven ammóniasó, szalmiák, szalmiáksó vagy E510 az ammóniák egy sója, mely tiszta állapotában erősen vízoldékony kristályokat alkot. Vizes oldata közepesen savas kémhatású.

## Arany-triklorid (AuCl3)
Az arany-klorid vörös kristályos anyag, nagyon higroszkópos, valamint erősen mérgező.

## Bárium-diklorid (BaCl2)
A bárium-klorid fehér, higroszkópos por, erősen mérgező. A bárium-klorid nem gyúlékony szilárd vegyület.

## Ezüst-klorid (AgCl)
Az ezüst-klorid fehér kristályos anyag, vízben alig oldódik. Az AgCl fényre és hőre érzékeny, ami auto-reakciót[pontosabban?] indukál, melynek során az anyag szürkésbordó elszíneződést kap, mely a fémezüst jelenlétre utal. A természetben a klórargirit ásványban fordul elő.

## Hidrogén-klorid (HCl)
A hidrogén-klorid színtelen, szúrós szagú, íztelen, levegőnél nagyobb sűrűségű, mérgező gáz. Vízben jól oldódik, vizes oldata a sósav. A hidrogén-klorid hidrogénből és klórból képződik magas hőmérsékleten vagy fény hatására.

## Kalcium-diklorid (CaCl2)
A kalcium-klorid a kalciumnak a klórral alkotott ionos vegyülete. Vízben nagyon jól oldódik. Szobahőmérsékleten szilárd sót alkot.

## Kálium-klorid (KCl)
A kálium-klorid fém-halogenid, melyet a kálium és a klór alkot. Tiszta állapotban szagtalan, fehér színű, vagy színtelen kristályokat alkot.

## Kloroform (CHCl3)
A kloroform színtelen, kellemes szagú, érdekes ízű folyadék. Vízben rosszul, szerves oldószerekben viszont jól oldódik.

## Magnézium-diklorid (MgCl2)
A magnézium-klorid a magnézium-klórral alkotott sója. Szobahőmérsékleten színtelen vagy fehér szilárd kristályokat alkot.

## Nátrium-klorid (NaCl)
A nátrium-klorid az egyik legismertebb só, a konyhasó legfontosabb összetevője. Színtelen, szagtalan, kristályos ionrácsos vegyület.

## Nitrogén-triklorid (NCl3)
A nitrogén-triklorid sárga színű, nagy sűrűségű robbanékony folyadék. Meglehetősen reaktív vegyület.

## Ón-diklorid (SnCl2)
Az ón(II)-klorid fehér, kristályos anyag, az ón klórral alkotott egyik sója. Szobahőmérsékleten fehér, kristályos vegyület.

## Réz-klorid (CuCl)
A réz-klorid vízben oldhatatlan fehér kristályos por. Szoba hőmérsékleten szilárd halmazállapotú és irritáló.

## Réz-diklorid (CuCl2)
A réz-diklorid sárgásbarna por, vízben és alkoholban jól oldódik. Réz-oxid vagy réz-karbonát sósavban való oldásával kapható; oldatából zöld színű dihidrát kristályosodik ki. Ebből sósaváramban való hevítéssel sárga vízmentes anyag készíthető.

## Szén-tetraklorid (CCl4)
A szén-tetraklorid szobahőmérsékleten színtelen jellegzetes édeskés illatú folyadék. Erősen mérgező és a környezetre is káros hatással van.